# Futur Brillant (Islàndia)
Futur Brillant (en islandès: Björt framtíð) és un partit polític liberal d'Islàndia.
El partit es va fundar el 4 de febrer de 2012; llavors incloïa dos membres del Parlament, Guðmundur Steingrímsson, provinent del Partit Progressista  i Róbert Marshall, de l'Aliança Socialdemòcrata. A les eleccions de 2013 va obtenir sis escons, mantenint-se a l'oposició. A la següent legislatura el seu suport es va reduir fins als quatre diputats, entrant en un govern de coalició amb el Partit de la Independència i Viðreisn. A les eleccions anticipades de 2017 va perdre tota la seva representació, mantenint-se a l'àmbit extraparlamentari des de llavors.

## Resultats electorals
| Any  | Líder                   | Vots   | %    | Escons | +/– | Pos. | Govern            |
| ---- | ----------------------- | ------ | ---- | ------ | --- | ---- | ----------------- |
| 2013 | Gudmundur Steingrimsson | 15,583 | 8.25 | 6 / 63 | = 6 | = 5è | Oposició          |
| 2016 | Ottar Proppe            | 13,578 | 7.2  | 4 / 63 | 2   | 6è   | Coalició          |
| 2017 | Ottar Proppe            | 2,394  | 1.2  | 0 / 63 | 4   | 9è   | Extraparlamentari |